# Okupacija slovenskega ozemlja
Okupacija slovenskega ozemlja med drugo svetovno vojno je trajala od aprila 1941, ko so sile osi zavzele Kraljevino Jugoslavijo, do maja 1945, ko je slovensko ozemlje osvobodila Jugoslovanska armada.
Slovensko ozemlje je bilo razdeljeno med štiri okupatorje. Nemčija je zavzela Gorenjsko, Štajersko in severozahodno Prekmurje, Italija Notranjsko, Ljubljano in večino Dolenjske (t. i. Ljubljansko pokrajino), Madžarska pa večino Prekmurja. Prav tako je posamezna naselja okupirala Neodvisna država Hrvaška. Po kapitulaciji Italije 8. septembra 1943 je Ljubljansko pokrajino zasedla Nemčija. Ljubljanska pokrajina je postala del Okupacijske cone Jadransko primorje. Z zasedbo Slovenije so bile vzpostavljene okupacijske meje.
Okupatorski režimi so na Slovenskem izvajali nasilno raznarodovalno politiko z asimilacijo, množičnim izganjanjem Slovencev in naseljevanjem pripadnikov svojih narodnosti. Na dejanja odpora so se odzvali z represalijami proti civilistom.

## Nemški okupacijski sistem
Nemci so načrtovali hitro in popolno raznarodovanje in tako omogočiti formalnopravno priključitev zasedenega slovenskega ozemlja k avstrijski Štajerski in Koroški. Njihov načrt raznarodovanja je vseboval:
- množičen izgon Slovencev (predvidenih 220.000 do 260.000)
- množična naselitev Nemcev (v vojnem obdobju predvidoma okoli 80.000, večino pa po vojni)
- hitra in popolna germanizacija tistih, ki bi še ostali doma

Največ Slovencev so izgnali iz obmejnih območij z Italijo, tja pa so poleg Nemcev iz Rajha naseljevali predvsem Kočevske Nemce. Zaradi težav s transportom, oborožene vstaje in ker Srbija in Hrvaška nista mogli sprejeti toliko ljudi, kot so jih z načrti predvidevali, so izgnali le okoli 80.000 ljudi. Od ljudi, predvidenih za izselitev, jih je okoli 17.000 samih zbežalo na italijansko okupacijsko območje.
Izseljevanje je potekalo v več valovih. Najprej so izgnali izobražence (duhovnike, učitelje, pravnike, zdravnike ...), naklonjene odporu in komunizmu pa so pošiljali v koncentracijska taborišča. Izgnance so najprej zbrali v zbirnih taboriščih, od koder so jih vozili v Srbijo in na Hrvaško, pozneje pa zaradi vedno večjega narodnoosvobodilnega gibanja tudi v Nemčijo.
Ker so želeli preostale čim hitreje ponemčiti, so uničevali vse, kar bi lahko vzpodbujalo slovensko narodno zavest. Prepovedali so uporabo slovenskega jezika v javnosti, slovenska društva in organizacije, tudi cerkvene, so ukinili, njihovo premoženje pa zaplenili. Prepovedali so slovenski tisk, uničevali so slovenske knjige in ponemčevali krajevna imena, in prislili tudi vse Slovence da ponemčijo njihova lastna imena (le nemška imena so bila dovoljena v vseh uradnih dokumentih). Eksproprirali so številne industrijske obrate, banke, rudnike, zavarovalne družbe, časopise in druga podjetja ki so bila v slovenskem lastništvu, in prevzeli celotno gospodarstvo v svoje roke.
Uvedli so nemški izobraževalni sistem. Namesto slovenskih so bili le nemški vrtci in šole. Slovenske otroke so vzgajali s pomočjo nemških društev za prevzgojo otrok in mladine - Deutsche Jugend. Več kot 600 otrok so nasilno vzeli materam in jih poslali v Nemčijo kjer so jih tudi pobijali. Nemška organizacija Lebensborn je odvzete dojenčke dodeljevala nemškim družinam, kjer so jih vzgojili v Nemce. Ker naj bi vsi odrasli v nekaj letih govorili samo nemško, so zanje organizirali obvezne tečaje nemščine.
Odrasle so prisilno vpisovali v Štajersko domovinsko zvezo (Steireischer Heimatbund) ali v Koroško ljudsko zvezo (Kärntner Volksbund) oziroma v njune oborožene oddelke. V državnih službah so morali nositi uniforme, od pomladi leta 1942 pa, kar je bilo sicer v nasprotju z mednarodnim pravom, uvedli vojaško obveznost. Zato so se slovenski fantje bojevali v Wermachtu skoraj na vseh frontah. Nasilno vpoklicanih je bilo več deset tisoč Slovencev. Nekaj tisoč jih je padlo, veliko jih je postalo invalidov, nekateri so pobegnili in odšli v partizane. Le redki so se vpoklicu izognili, saj so Nemci zagrozili, da bodo v takšnem primeru poslali v koncentracijsko taborišče njegovo družino.
Poleti 1941 so Nemci z namenom, da bi zastrašili ljudi, in v odgovor na prve partizanske akcije začeli streljati talce. Od 30. julija do decembra 1941 so Nemci ustrelili 360 ljudi, od januarja do 21. maja 1942 391 ljudi in od junija do 4. novembra 1942 976 ljudi.. Premoženje ubitih so zaplenili, družine pa deportirali v taborišča v Nemčiji.

## Italijanski okupacijski sistem
V nasprotju z Nemci so skušali Italijani sprva pridobiti na svojo stran domače prebivalstvo, zato so vodili milejšo raznarodovalno politiko. Uporabe slovenskega jezika v javnosti niso prepovedali, italijanščina je postala le učni predmet. Dopuščali so dejavnost slovenskih kulturnih in drugih nepolitičnih društev, šol ter drugih posvetnih ustanov, izhajanje dvojezičnega tiska. V upravi in v javnosti so začasno dovoljevali dvojezičnost.
Ker so želeli Ljubljansko pokrajino, kakor so zasedeno območje poimenovali, čim hitreje poitalijančiti, so jo 3. maja 1941 s posebnim odlokom priključili Italiji. Ustanavljati so začeli fašistične organizacije, vpeljali korporativni sistem, na nekatera območja so naseljevali Italijane (Kočevsko).
Uradniški aparat so fašizirali, vrhovno oblast je imel visoki komisar, ki bi mu moral pomagati štirinajstčlanski sosvet, izbran izmed tistih slovenskih politikov, ki so bili pripravljeni sodelovati z Italijani. Ker pa Sosvet za Ljubljansko pokrajino ni imel nikakršnega vpliva na italijansko politiko, sodelovanje z Italijani pa je med ljudmi izzvalo prezir in odpor, je nekaj članov iz sosveta izstopilo, zato je novembra 1941 prenehal z delovanjem.

## Madžarski okupacijski sistem
Tudi Madžari so skušali svoje okupirano območje - Prekmurje, čim hitreje madžarizirati. Upravno so območje razdelili na soboški in lendavski okraj. Obnovili so raznarodovalno društvo za Vendsko pokrajino, uvedli madžarščino kot učni jezik, uničevali slovenske ter prekmurske knjige ...
Iz Prekmurja so izgnali tiste slovenske izobražence, ki so se tja preselili med obema vojnama. Čeprav so prepovedali javno rabo slovenščine, pa so ob madžarskem jeziku dopuščali rabo prekmurskega narečja. Trdili so namreč, da so Prekmurci - podobno kot porabski Slovenci (Vendi) posebna nacionalna skupina, ki naj bi izvirala iz Keltov. Kasneje so že tajili hipotezo posebne nacionalne skupine in vpeljali novo teorijo, da so "Vendi" Madžari, ki so se asimilirali s Slovani v 16.-17. stoletju.

## Hrvaški okupacijski sistem
Hrvaška NDH je okupirala manjši del slovenskega ozemlja pet slovenskih naselij z okolico: Bregansko selo (danes se imenuje Slovenska vas), Nova vas pri Bregani (danes Nova vas pri Mokricah), Jesenice na Dolenjskem, Obrežje in Čedem. Gre za ozemlje veliko približno 20 kvadratnih kilometrov, na katerem je takrat živelo okrog 800 prebivalcev. Slovence so hoteli prepričati, da so Hrvati, tiste, ki so ostali narodno zavedni so odpeljali v taborišče Jasenovac ali jih ustrelili. V šolski sistem so vpeljali hrvaški jezik, prav tako v cerkveni nauk po cerkvah.